# TITANE/チタン
『TITANE/チタン』（原題：Titane）は、ジュリア・デュクルノーが脚本・監督を務めた2021年のフランス・ベルギー合作のボディ・ホラー要素を含むドラマ映画である。子供の頃に交通事故で傷を負い、頭にチタン製のプレートを埋め込まれた主人公の女性アレクシアを、これが長編デビュー作となるアガト・ルセルが演じている。共演者はヴァンサン・ランドン、ギャランス・マリリエ、ライ・サラメなど。
本作は2021年7月13日の第74回カンヌ国際映画祭でワールドプレミア上映され、デュクルノーは、第46回（1993年）において『ピアノ・レッスン』で受賞したジェーン・カンピオン以来、最高賞であるパルムドールを受賞した史上２人目の女性監督となり、同時に女性初の単独受賞者ともなった。本作は批評家からも高い評価を受けており、第94回アカデミー賞の国際長編映画賞でフランスの出品作に選出されたが、最終候補には残らなかった。第47回セザール賞では、デュクルノーの最優秀監督賞、ルセルの主演女優賞を含む4部門にノミネートされた。第75回英国アカデミー賞では、デュクルノーが監督賞にノミネートされた。第11回マグリット賞では、5部門でノミネートされ、外国語映画賞を含む2部門を受賞した。

## ストーリー
反抗的な少女アレクシアは、父親の車に乗車中、運転を妨害する。シートベルトを外して動き出す彼女を見かねた父親は、振り向いて注意するが、その瞬間、車は大きくスピンし、衝撃で彼女は重傷を負う。一命を取り留めたが、脳の手術で頭蓋骨にチタンを埋め込むことになる。そして、右のこめかみに大きな傷痕が残る。
成人したアレクシアは、ショーガールになりモーターショーで情熱的なダンスパフォーマンスを披露し人気を博す。ある夜、一人の男性ファンが、ショーの後アレクシアをストーキングし、車に乗り込んだ彼女に無理やり接吻する。その直後、彼女は自分の髪をまとめている大きく鋭い金属製のヘアピンを使って彼を残忍に刺し殺す。血で汚れた体を洗うためショールームに戻りシャワーを浴びていると、何者かが扉を何度も激しく叩きつけ突き破ろうとしていた。一旦収まったところで扉を開けると、ショーで使っていた車が自らの意思をもち誘惑してくる光景を目の当たりにする。彼女はそれに反応し、意思をもった車と全裸で激しい性行為をする。
アレクシアは過去数ヶ月に渡り、複数の男女を殺害した連続殺人犯であることがニュースで報じられるが、両親は彼女の正体に気付いていない。アレクシアはホームパーティーで知人の男とセックスした後、違和感を覚えバスルームで自分の膣からエンジンオイルと思われる黒い液体が分泌されるのを確認し、妊娠検査薬で調べると陽性であることが分かる。彼女は常時つけている大きなヘアピンを膣に刺して中絶を試みるが失敗する。アレクシアはバスルームから出ると男を惨殺し、他の客も襲う。自宅に戻った彼女は、証拠隠滅のため血の付いた衣類を燃やすが、火の勢いが強まり家屋に延焼する。彼女は寝ていた両親を寝室に閉じ込め、燃え上がる自宅から逃走する。
指名手配されたアレクシアは、10年前に7歳で失踪した少年アドリアンの捜索願を発見し、どことなく似ていると感じて、成長した彼になりすますことを思いつく。髪を切り、乳房と妊娠して大きくなった腹をテーピングして隠し、鼻を折って容姿を変えた彼女は、警察に出頭し自分がアドリアンだと虚偽の申告をする。警察は、アドリアンの父親で消防署の署長ヴァンサンと引き合わせる。警察はDNA型鑑定をすすめるが、ヴァンサンは拒否しそのまま連れ帰って自宅に住まわせる。
ヴァンサンは、アレクシアを部下の消防士たちに紹介する。彼らは無言の「アドリアン」に不審を抱きつつも、絶対的な存在であるヴァンサンに従い受け入れる。アレクシアは消防士として働くが、経験不足にもかかわらず「アドリアン」を息子として寵愛するヴァンサンに、忠実な部下の一人が疑問を呈する。ヴァンサンは、その部下に強い圧力をかけ黙らせる。
ヴァンサンは、老化に抗うためステロイドを尻に注射し常習しているものの、体調は悪化している。アレクシアは、不条理な状況に耐え切れず家から出ようとするが、ヴァンサンは「アドリアン」を失うことへの悲しみから大量のステロイドを注射して不整脈を起こす。死にかけているヴァンサンを見たアレクシアは考え直し、彼と共に生きることを決意する。
ヴァンサンと長らく疎遠だった元妻は、「アドリアン」に会いに来るが、乳房があり妊娠して腹が大きくなっているアレクシアを発見する。しかし、ヴァンサンの妄想ともとれる執拗な思いから逃れたい元妻は、秘密を守る代わりに彼をこれからも支えるよう懇願する。ヴァンサンは自分の執着心を認め、アレクシアに「お前が誰であれ、お前は俺の息子だ」と告げる。
ある日、消防署のパーティーで、消防士たちは「アドリアン」を消防車の上に乗せ、音楽に合わせて踊るよう求める。アレクシアは、ショーガールだった過去の自分が呼び覚まされ、セクシーなダンスを披露するが、消防士たちは唖然となり幻滅する。ヴァンサンも失望し、その場を後にする。やり場のない気持ちに襲われたアレクシアは、皆が去ってから溢れた感情をぶつけるかのように消防車とセックスする。
アレクシアの腹は徐々に裂けていき、黒い液体が流れて金属の子宮が見え始める。彼女に本名を明かされ誘惑されそうになったヴァンサンが、求めを拒み立ち去ろうとすると、ついにアレクシアの体から胎児が現れる。ヴァンサンは出産を助けるが、アレクシアの頭蓋骨に埋め込まれたチタンは破裂、彼女は息絶える。ヴァンサンは、チタンの脊髄が露出した赤子を抱きながら涙を流し、その子を守り抜くことを誓う。

## キャスト
※括弧内は日本語吹替(U-NEXTで配信。円盤未収録)
- ヴァンサン - ヴァンサン・ランドン（大塚芳忠）
- アレクシア、アドリアン - アガト・ルセル（英語版）（坂本真綾）
- ジュスティーヌ - ギャランス・マリリエ（英語版）（中井美琴）
- ライアン - ライス・サラーマ
- マカレナの女性 - ドミニク・フロ
- アドリアンの母親 - ミリエム・アケディウ（英語版）
- アレクシアの父親 - ベルトラン・ボネロ

## 製作
2019年9月、ジュリア・デュクルノーが脚本と監督を務める新作に、ヴァンサン・ランドンとアガト・ルセルが出演することが発表された。製作の段階で、北米の配給をNEONが担当することも決定していた。

### 撮影
主要な撮影は、2020年9月に開始した。当初は、2020年4月からの撮影開始を予定していたが、新型コロナウイルス感染症の流行を受け延期された。ランドンはステロイド漬けの消防士を演じるにあたって、デュクルノーに出演を持ちかけられてから、2年をかけて役作りのために有酸素運動や酒類・食事制限などのトレーニングを行った。これは、ランドンの年齢と健康を考慮し、緩やかな肉体改造が必要だったためである。

## 公開
2021年6月、アルティチュード・フィルム・ディストリビューションとフィルム4が共同で英国での配給権を獲得した。本作は、2021年7月13日にカンヌ国際映画祭で上映された。授賞式の冒頭で、審査員長を務めたスパイク・リーが「1つ目の賞（First Prize)」を発表するよう受けた指示を、「1位の賞 (First Place)」と誤解し、本作がパルム・ドールを受賞したことを想定より大幅に早いタイミングで明かしてしまうというハプニングにさらされたが、デュクルノーは女性監督として史上2人目の受賞者になった。
日本では2022年4月1日に全国29館で劇場公開された後、全国順次公開される予定。

## 評価
本作は批評家から絶賛されている。Rotten Tomatoesでは19個の批評家レビューのうち95%が支持評価を下し、平均評価は10点中7.4点となった。MetacriticのMetascoreは13個の批評家レビューに基づき、加重平均値は100点中73点となった。サイトは本作の評価を「概ね好意的」と示している。
インディワイヤーのデヴィッド・エーリッヒは、「あなたが作品から何を得ようとしているかは別として、『TITANE/チタン』が、自身の荒々しい感性を完全にコントロールし、狂った様な先見性を持った作家の作品であることを誰も否定できない。」とし、「デヴィッド・クローネンバーグの『クラッシュ』と塚本晋也の『鉄男』が異常な形で融合した炎と金属のアリアの様な印象を与えるが、どれだけの人間が自身を気にかけてくれる人を必要とし、その逆もまた然りであるという現代的な寓話に姿を変えていく。」と評した。
ハリウッド・レポーターのボイド・ヴァン・ホエジは、「『TITANE/チタン』は、現代の多くの映画が忘れてしまった2つのことである、衝撃と驚きを観客に与えようとしている。その一方、困難な状況に置かれ、同じDNAを持っていないにもかかわらず、親子の様な絆を共有する2人のイカれた人間の、不思議と感動的な物語をも紡ごうとしている。」と評した。